# Ставки (притока Нічлавки)
Ставки (пол. Stawki) — річка в Україні, яка протікає в межах Чортківського району Тернопільської области. Права притока річки Нічлави з басейну Дністра.
Джерело знаходиться поблизу села Пастуше. Довжина 4,80 км. Впадає біля урочища Кугутівка до Нічлавки.
Свою назву річка Ставки отримала завдяки тому, що впадає неподалік Шманьківського ставу.